# Quincy Jones
Quincy Delight Jones Jr. (14 tháng 3 năm 1933 – 3 tháng 11 năm 2024) là nhà sản xuất thu âm, nhà soạn nhạc, và nghệ sĩ trumpet Mỹ. Ông hoạt động 6 thập kỷ trong nền công nghiệp giải trí và là một trong những người nhận nhiều đề cử Giải Grammy nhất (80 lần) với 28 lần đoạt giải, bao gồm Giải Grammy Huyền thoại vào năm 1991.